# Римбах (Горњи Палатинат)
Римбах (њем. Rimbach) град је у њемачкој савезној држави Баварска. Једно је од 38 општинских средишта округа Кам. Према процјени из 2010. у граду је живјело 2.023 становника. Посједује регионалну шифру (AGS) 9372151.

## Географски и демографски подаци
Римбах се налази у савезној држави Баварска у округу Кам. Град се налази на надморској висини од 488 метара. Површина општине износи 24,7 km². У самом граду је, према процјени из 2010. године, живјело 2.023 становника. Просјечна густина становништва износи 82 становника/km².